# Luise Herzberg
Luise Hedwig Herzberg (* 22. November 1906 als Luise Hedwig Oettinger in Nürnberg; † 3. Juni 1971 in Ottawa) war eine deutsch-kanadische Astrophysikerin und Maschinenbauerin. Ihr Hauptinteresse galt der Spektroskopie der Sonne und photochemischen Prozessen in der oberen Atmosphäre aufgrund der Sonnenaktivität.

## Leben
Luise Hedwig Herzberg studierte nach ihrer Schulausbildung in Nürnberg zunächst bis 1926 Maschinenbau an der Technischen Hochschule München, dann Physik in Göttingen, unter anderem bei James Franck.
Nach einem Auslandsjahr an der University of Austin, Texas, kehrte sie nach Göttingen zurück und lernte dort den Physiker Gerhard Herzberg kennen. Sie heirateten am 30. Dezember 1929 in Nürnberg. Nach ihrer Hochzeit gingen die beiden an die Universität Darmstadt, wo beide Ehepartner wissenschaftliche Forschung betrieben. 1933 wurde Luise Herzberg an der Universität Frankfurt mit der Arbeit Über ein neues Bandensystem des Berylliumoxyds und die Struktur des Be O-Moleküls promoviert. Vermutlich sowohl als eine der letzten Frauen als auch als eine der letzten als Juden geltenden Personen in Hitlerdeutschland. Sie erhielt jedoch noch im gleichen Jahr Berufsverbot, ihr Mann 1935. Nur wenige Monate vor Inkrafttreten der Nürnberger Gesetze emigrierten sie nach Saskatoon, Kanada, wo Gerhard Herzberg durch die Vermittlung von John Spinks eine Gastprofessur an der University of Saskatchewan erhielt.
Dort publizierte Luise Herzberg anfangs noch Ergebnisse ihrer Forschung, reduzierte aber ihre wissenschaftliche Arbeit, als 1936 ihr Sohn Paul und 1938 ihre Tochter Agnes geboren wurden. Erst als die Familie 1948 nach Ottawa zog verstärkte Luise Herzberg die wissenschaftliche Arbeit wieder und nahm sie Ende der 1950er Jahre schließlich in vollem Umfang wieder auf: zunächst am Dominion Observatory,  danach im Strahlenphysikalischen Labor in Shirleys Bay (Radio Physics Laboratory at Shirley Bay).
Insgesamt publizierte sie 33 wissenschaftliche Arbeiten.
Luise Herzberg starb am 3. Juni 1971, kurz vor ihrer geplanten Pensionierung, und nur wenige Monate bevor ihr Mann Gerhard Herzberg den Nobelpreis erhielt.

## Würdigungen

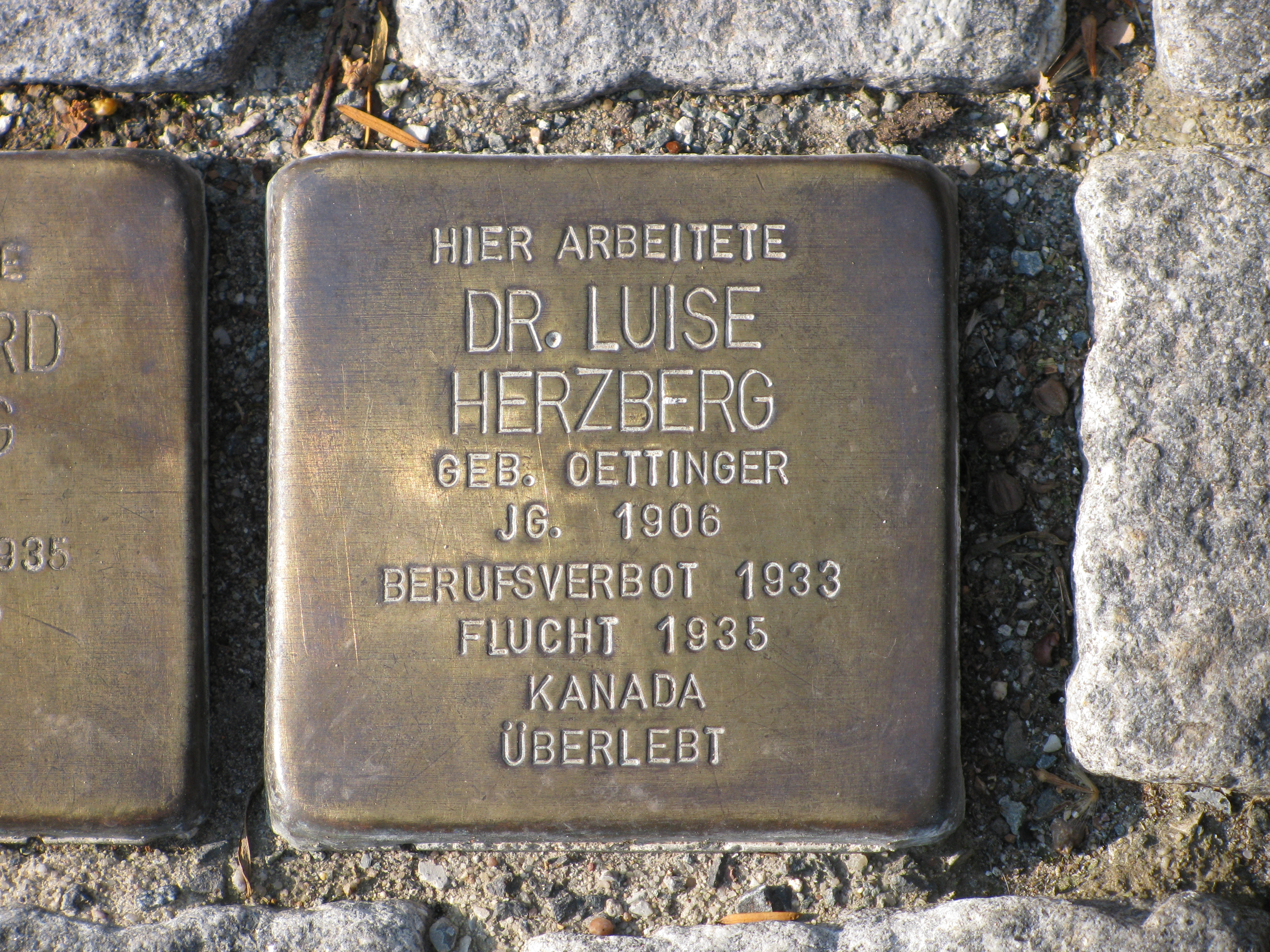
Stolperstein für Luise Herzberg in Darmstadt

2010 veröffentlichte Luise Herzbergs Sohn Paul ihre Biografie, Luise Herzberg, Astrophysicist
Ebenfalls 2010 wurden an der Universität Darmstadt Stolpersteine für Luise und Gerhard Herzberg verlegt.
Die Stadt Nürnberg hat 2021 die Zufahrtsstraße zum neuen Uni-Campus in Lichtenreuth „Dr.-Luise-Herzberg-Straße“ genannt.

## Publikationen
- Canada, Observatories Branch, L Herzberg: Wavelength Displacements of Some Infrared Lines Between Limb and Center of the Sun. 1962 (worldcat.org [abgerufen am 9. August 2022]).
- Jack Lambourne Locke, Luise Herzberg, Dominion Observatory (Canada): The absorption due to carbon monoxide in the infrared solar spectrum. Dept. of Mines and Technical Surveys, Ottawa 1953 (worldcat.org [abgerufen am 9. August 2022]).

- Luise Herzberg, Defence Research Telecommunications Establishment (Canada): An Unpredicted period in the orbital motion of the Alouette I artificial earth satellite. Defence Research Telecommunications Establishment, Ottawa 1965 (worldcat.org [abgerufen am 9. August 2022]).